# Frankenroda
Frankenroda est une commune allemande de l'arrondissement de Wartburg, Land de Thuringe.

## Géographie
Frankenroda se situe sur la Werra, au pied de la Breiter Berg.
La commune comprend le quartier de Probsteizella qui comprend une réserve naturelle.
|           | Treffurt    |             |
| Creuzburg | Frankenroda | Nazza       |
|           | Mihla       | Ebenshausen |

## Histoire
Frankenroda est mentionné pour la première fois en 1229.